# Вайдмансфельд
Вайдмансфельд (нем. Waidmannsfeld) — коммуна (нем. Gemeinde) в Австрии, в федеральной земле Нижняя Австрия.
Входит в состав округа Винер-Нойштадт. Население составляет 1784 человека (на 31 декабря 2005 года). Занимает площадь 21,38 км². Официальный код — 3 23 31.

## Политическая ситуация
Бургомистр коммуны — Курт Кикель (СДПА) по результатам выборов 2005 года.
Совет представителей коммуны (нем. Gemeinderat) состоит из 19 мест.
- СДПА занимает 11 мест.
- местный список: 6 мест.
- АНП занимает 2 места.